# 大阪府立生野高等学校
大阪府立生野高等学校（おおさかふりつ いくの こうとうがっこう、英: Osaka Prefectural Ikuno Senior High School）は、大阪府松原市新堂に所在する公立高等学校。

## 概要

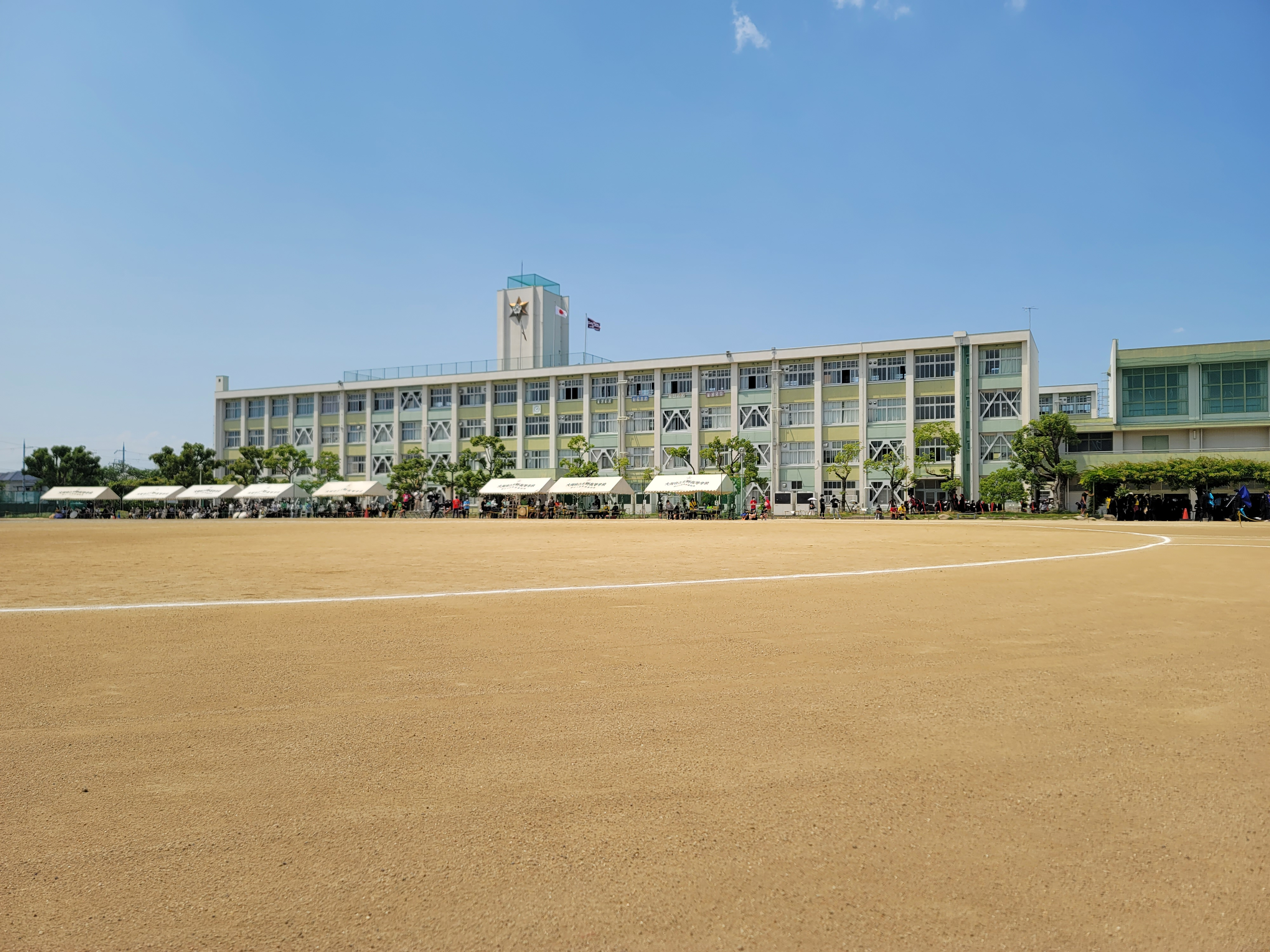
現校舎

大正期、中等教育機関の入学難を緩和させるため、大阪府が新設した旧制中学校5校のひとつ。東成郡生野村（現・大阪市生野区）に設置された（文部省告示第197号1920年4月2日付で、設置と4月開校を認可）。
太平洋戦争後の1948年（昭和23年）学制改革により、新制の高校の大阪府立生野高等学校に改編され、大阪府立勝山高等学校（旧制の府立生野高等女学校）と生徒を交流（入れ替え）して男女共学が実施された。
1969年に大阪市外へ移転した（松原市の現在地。移転の経緯は、下記「沿革」の項を参照）。

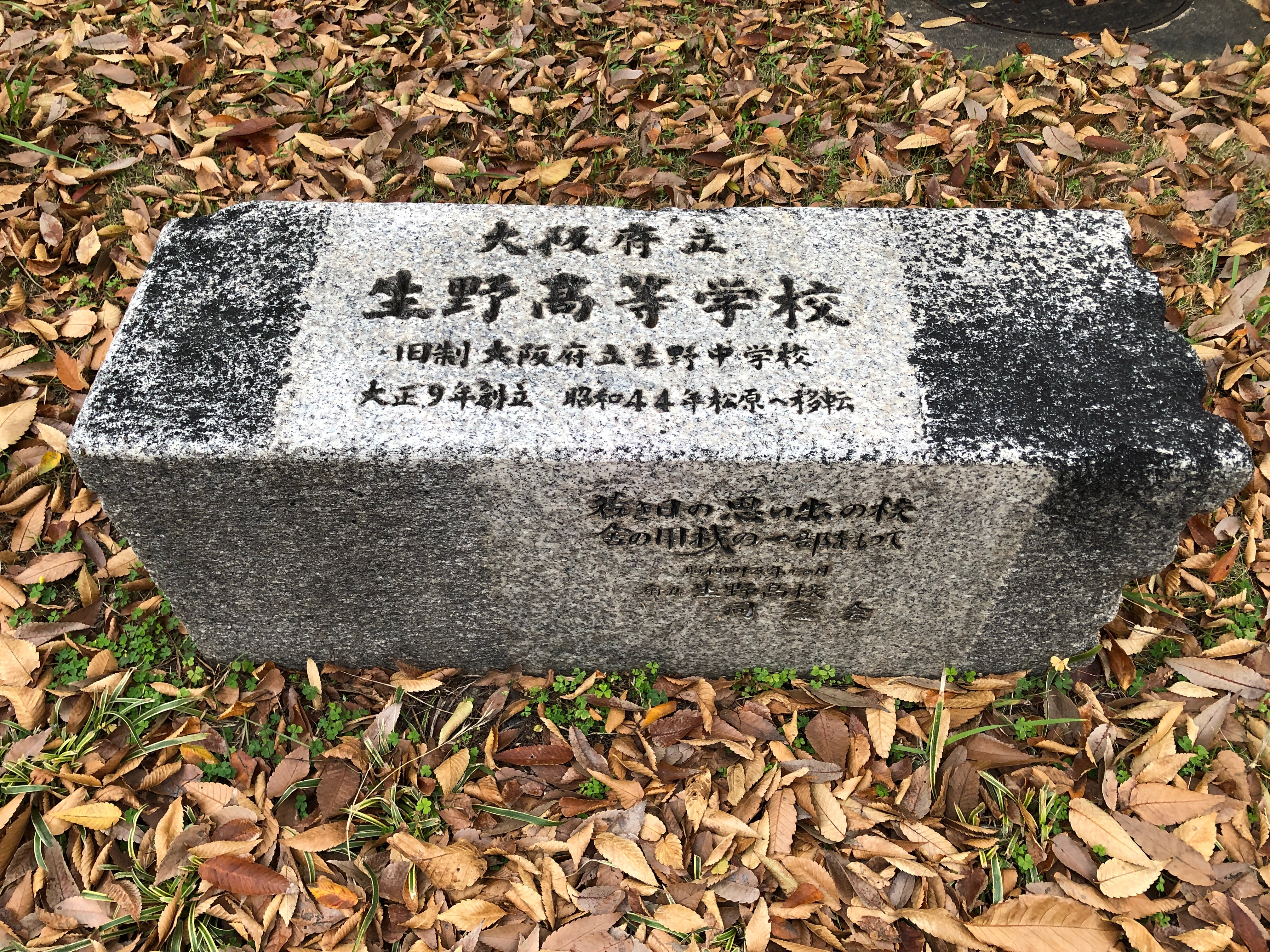
大阪府立生野高等学校(旧制大阪府立生野中学校)跡

普通科の高校だったが、大阪府教育委員会の進学指導特色校事業の対象校になり改編。2011年（平成23年）度より文理学科が併置された（普通科は2020年〈令和2年〉3月末で廃止）。
なお、2010年度より文部科学省からスーパーサイエンスハイスクール（SSH）に指定されており、2020年度より3期目の取組みを始めている。
2020年（令和2年）に100周年の式典を開く予定だったが、新型コロナウイルス感染症の影響で祝賀会は延期となり、式典も学校と大阪府立国際会議場と2会場での分散に変更された。

### 建学の精神
学校の基礎を築いたのは、創立時の校長事務取扱三沢糾（旧制の府立高津中学校長）が招聘した初代校長の池田多助である。池田は「大阪に魂の道場を作る」と宣言、「精神教育・教養教育・運動教育」を3本柱に掲げた。建学の精神、校訓、校章、校歌は創立時から変わりなく受け継がれている。
建学の精神を示す「サンタマリア丸」の絵と「至誠通神」の書は体育館の舞台左右の壁にかけられ、困難に立ち向かう「開拓者精神」と「まごころ」の重要性をそれぞれ説いている。

## 沿革
当初、大阪市内に建設される予定だったが予算面から用地確保が困難となり、二転三転の末、郊外の東成郡生野村大字林寺（現・大阪市生野区生野東4丁目、大阪府営南生野住宅付近）に校地を定めた。
学校周辺は開校当初こそ校歌にも唄われたような「生駒、金剛、遥（はる）に見」える田園風景だったが、1925年に大阪市東成区（当時）に編入されると瞬く間に中小企業の密集地帯となり、1943年（昭和18年）の生野区新設の頃に人口が20万人を超えた。
喧騒音がひどくなり、プールに不審者が侵入するなどの事件も起きたことから1965年、府教委は校舎新築を兼ねた郊外移転の検討を開始し、羽曳野市などの近鉄沿線で校地を探し始める。翌1966年には松原市議会が「府立高校誘致促進特別委員会」を設置し、誘致へ動き出した。当時、松原市内に公立の高校が存在せず、一方で（当時の学区）第四学区の高校進学率自体が他学区に比べ6ポイントほど低かった（府内平均は35%）ため、「松原市内の中学生の進路保障」を掲げて市民が熱心に運動を展開。生野高校OBで当時大阪府議会議員の中山太郎らも同窓会を説得し、“生野の名前を残す”条件で移転が決まり、1968年度をもって生野区を離れ、1969年度から松原市に移った。
生野区と松原市は5学区制時代（1963年度 - 1972年度）と4学区制時代（2007年度 - 2013年度）は同じ学区だったが、9学区制時代（1973年度 - 2006年度）は別の学区だった。なお、2013年度をもって学区制は撤廃されている。

### 年表

#### 生野(旧校舎)時代
- 1920年（大正9年）
  - 4月2日 - 「大阪府立第十二中学校」として大阪市東区の大阪府立高津中学校（現大阪府立高津高等学校）内で開校（生徒定員1,000名）[生野百年史 1]。
  - 7月31日 - 校舎建設敷地として東成郡生野村に校地を買収[生野百年史 2]。
- 1921年
  - 4月1日 - 大阪府東成郡生野村大字林寺の新築校舎に移転し、校名を「大阪府立生野中学校」と改称[4]。
  - 5月19日 - 校歌「登高賦」制定[生野百年史 3]。
  - 11月 - 「至誠旗」制定[生野百年史 4]。
- 1922年11月27日 - 校舎竣工落成式を挙行[生野百年史 5]。
- 1923年10月31日 - 「サンタ・マリア丸航海図」除幕式[生野百年史 6]。
- 1926年 - 「至誠通神」の額を掲ぐ[生野百年史 7]。
- 1928年10月5日 - 御大典記念プール竣工[生野百年史 8]。
- 1936年8月15日 - 工作室竣工[生野百年史 9]。
- 1944年11月30日 - 武道場竣工[生野百年史 10]。
- 1948年
  - 4月1日 - 学制改革に伴い新制の高校の「大阪府立生野高等学校」に改編[生野百年史 11]。
  - 4月26日 - 大阪府立勝山高等学校（大阪府立生野高等女学校）と職員・生徒の交流を行い男女共学を実施[生野百年史 12]。
- 1951年11月24日 - 家庭科教室竣工(元武道場改修)[生野百年史 13]。
- 1956年9月12日 - 勝山高校との間で、クラブ活動の定期戦が始まる[生野百年史 14]。
- 1957年10月25日 - 食堂竣工[生野百年史 15]。
- 1958年3月30日 - 体育館竣工[生野百年史 16]。
- 1961年
  - 1月31日 - 創立40周年記念館竣工[生野百年史 17]。
  - 10月20日 - 食堂2階に音楽室竣工[生野百年史 18]。
- 1962年10月31日 - 西別館、同渡り廊下竣工[生野百年史 19]。
- 1966年11月21日 - 学校移転地として大阪府松原市新堂町に校地を買収[生野百年史 20]。
- 1968年6月9日 - 学校移転新築第1期工事着工[生野百年史 21]。
- 1969年
  - 3月15日 - 新築第1期工事(現南棟・中棟・北棟・工芸棟)竣工[生野百年史 22]。
  - 3月29日 - 生野区の旧校舎において離校式を挙行[生野百年史 23]。

#### 松原(現校舎)時代
- 1969年
  - 4月1日 - 松原市の新校舎(現校舎)にて業務開始[生野百年史 17]。
- 1970年
  - 2月15日 - 新築第2期工事(体育館・食堂)竣工[生野百年史 24]。
  - 8月15日 - 新築第3期工事(プール)竣工[生野百年史 25]。
- 1971年3月13日 - 新校舎の竣工式を挙行[生野百年史 26]。
- 1979年8月31日 - 南棟・中棟の増築校舎竣工[生野百年史 27]。
- 1980年9月22日 - 創立60周年「記念館」竣工[生野百年史 28]。
- 2000年12月8日 - 創立80周年「時習館」竣工[生野百年史 29]。
- 2003年4月1日 - 大阪府教育委員会からエル・ハイスクールに指定される（2007年3月まで）[生野百年史 30]。
- 2009年10月20日 - 創立90周年「Iルーム」整備[生野百年史 31]。
- 2010年
  - 4月7日 - スーパーサイエンスハイスクール(SSH)に指定（2015年度までの5年間）[生野百年史 32]。
  - 11月24日～ - 「至誠ホール」の整備と「第2ウエイト・トレーニングルーム」を移設[生野百年史 33]。
- 2011年4月1日 - 文理学科併設、グローバルリーダーズハイスクール([GLHS)開始[生野百年史 34]。
- 2015年4月1日 - 2期目のスーパーサイエンスハイスクール(SSH)に指定（2019年度までの5年間）[生野百年史 35]。
- 2018年4月1日 - 新入生から全クラス文理学科となる[生野百年史 36]。
- 2020年
  - 4月1日 - 全学年全クラスが文理学科に[生野百年史 37]。
  - 4月1日 - 3期目のスーパーサイエンスハイスクール(SSH)に指定（2024年度までの5年間）[生野百年史 38]。
  - 9月12日 - ターフフィールド・新正門竣工式を挙行[生野百年史 39]。
  - 10月20日 - 新型コロナウイルス感染症対策を万全に実施し、生野高校とグランキューブ大阪で創立100周年記念式典を挙行[生野百年史 40]。
- 2021年4月1日 - 現校長赴任[5]

## 基礎データ

### 交通アクセス
鉄道
- F 近鉄南大阪線 河内松原駅  F10  から南西へ約600m（徒歩で約10分）、同高見ノ里駅  F09  から南東へ約950m（徒歩で約12分）

### 象徴
「梅は百花の魁」から、色も紅梅より早咲きのイメージがある白梅をシンボルとする。学校の花として採用され、卒業生が進学先や就職先で作る親睦会に「白梅会」の名を冠することも多い。
生活指導
細かく生活指導（ルールや時間を守らせる、制服を正しく着る、染色・脱色・パーマの禁止、ピアスなどの装飾品・化粧の禁止、挨拶や身だしなみ指導、遅刻の度重なる生徒に早朝登校指導）を行っている。遅刻や制服指導は厳しいが、染色や化粧等の指導は緩い。
校章
旧制中学校の「中」の文字に見立てた六稜に向こう梅紋に似た「白梅」の図柄を配した校章で、十二中時代に間借りしていた大阪府立高津中学校（もと十一中。現：大阪府立高津高等学校）の六稜に山桜紋を配した校章にならったものである。校旗には校章に加えて「文と武」を表す二本線が引かれている。
校歌
校歌「登高賦」は、前身の第十二中学校にちなみ、12番まで歌詞がある。メロディーは旧制一高の寮歌の一つから一部借用し、古色蒼然としており、作詞は初代校長の池田多助。現在は1番、11番、12番を抜粋して歌い、「古き浪華の夢ならぬ 吾等の歴史いざ書かむ」というフレーズで終わる。
校歌と並んで、応援歌が存在する。作詞者の奥村林蔵は平成初期ごろまでの生野高校エスペラント部の顧問（現在は廃部。eo:Okumura Rinzo（エスペラント版）も参照）。
校訓
校訓の「五綱領（剛健・質実・自重・自治・至誠）」は兵庫県立神戸一中、県立神戸二中の「四綱領（質素剛健、自重自治）」をモデル。正門脇に五綱領を刻んだ大きな石碑がある。
制服
制服はコシノヒロコのデザインのブレザー。男子は白色ボタンダウンシャツにネクタイ、チェックのスラックスとベスト（任意）。女子は白ブラウスにリボン、チェックのスカートとベスト。

## 授業
授業は70分間5時限を基本。早朝や放課後、土曜、夏休みなどに希望者講習を実施。

## 教育方針
1. 五綱領（剛健・質実・自重・自治・至誠）に基づく「人間教育」
剛健とは物事に動じない強くたくましい意志を持つこと、質実とは飾らない素直な心を持つこと、自重とは行動に品位を失わないこと、自治とは自己の信念に基づいて行動し、その行動に責任を持つこと、そして、至誠とはそれらを貫いて持つべき誠実な心と態度を表す。人としての基本的な資質の育成が教育の根本。
2. 学習・行事・部活動が3本柱、「文武両道」の実践
勉学・学校行事・部活動を高校生活の3本柱とし、豊かな感性を持った、個性輝く人間を育成する。
勉学は自然と社会の基本的な仕組みを理解するとともに、知性の広がりと深まりを求め、しなやかな思考力、確かな判断力、ユニークな創造カ、豊かな表現力を高める。
部活動は物事を成し遂げる意志の養成と深い友情を学ぶ場。
また、学校行事は皆で協力して一つのことを成し遂げる場であり、互いの個性を知り、尊重しあうことを学ぶとともに、自己実現を図る場。
これら高校生活の3本柱に積極的に取り組むことで、人としての感性を磨き、個性を伸ばす。
3. 国際人として社会の様々な分野で活躍するリーダーとなる人材の育成、幅広い教養を身につけるとともに、自ら意欲的に学ぼうとする姿勢の育成
社会の様々な分野でリーダーとして活躍し、国際人として尊重され、尊敬されるにふさわしい、幅広い教養と豊かな人間性を涵養し、品格を高めることをめざす。
意欲的に学ぶ姿勢を身につけることで、生涯を通して学び続けていく基礎を得、生きていく中での大きな課題を解決できる人間へと成長する。

## 学校行事
- 新入生歓迎会（4月）

自治会が主催、パンフレット配布で各クラブ紹介。吹奏楽部の歓迎コンサート、軽音楽部の視聴覚ライブ、ダンス部のダンス披露、書道部の書道パフォーマンスなどイベントが実施。
- 遠足（5月）

1年生は学年全体での野外活動が中心。2、3年生はクラス委員や学年委員が中心となり独自に計画を立てる。
- 卒業生を囲む会（2年生次:5月）

教育実習期間に、実習生や卒業生を多数招き、希望分野別に大学の話など体験談を聞く。
- 体育祭（5月）

クラス毎ではなく、全学年を4団に分け、団対抗で競技が行われる。学年ごとにレクリエーションもあり、応援団の工夫を凝らした応援合戦も見物。
- 1日総合大学（2年次、7月）
- 芸術鑑賞（7月）

古典芸能、演劇、クラシック音楽など芸術作品を鑑賞。
- 文化祭（9月）

1年間でクラスで取り組む最大の行事。夏休みから練習や準備。1年生は演劇や映画、2年生はお化け屋敷などのイベント、3年生は飲食系の模擬店。実行委員が組織され生徒自身で創造。2008年、来場者2700人超。
- 修学旅行（宿泊校外学習）（2年生、夏～秋）

近年、教員によって決められる。毎年、行き先は異なる。かつて行き先の決定から内容まで、生徒の手で調査、企画、プレゼンテーション、投票により進められていた。
- 合唱コンクール（1年次に2月）

松原市文化会館を会場に、クラス対抗。30年以上も続く。
- 耐寒登山（2年次）

例年大和葛城山に登る。

## 学校施設
松原市立松原中学校に隣接した校舎は、半世紀前1970年代の建設、旧耐震基準の既存不適格のままであり震度6強の揺れで倒壊の恐れがある。このため2008年（平成20年）度から改修を行った。
校地から約700m東に、反正天皇丹比柴籬宮址の石碑があり（柴離神社）、校舎を増築の際に珍しい子持ち勾玉が出土している。

### 食堂

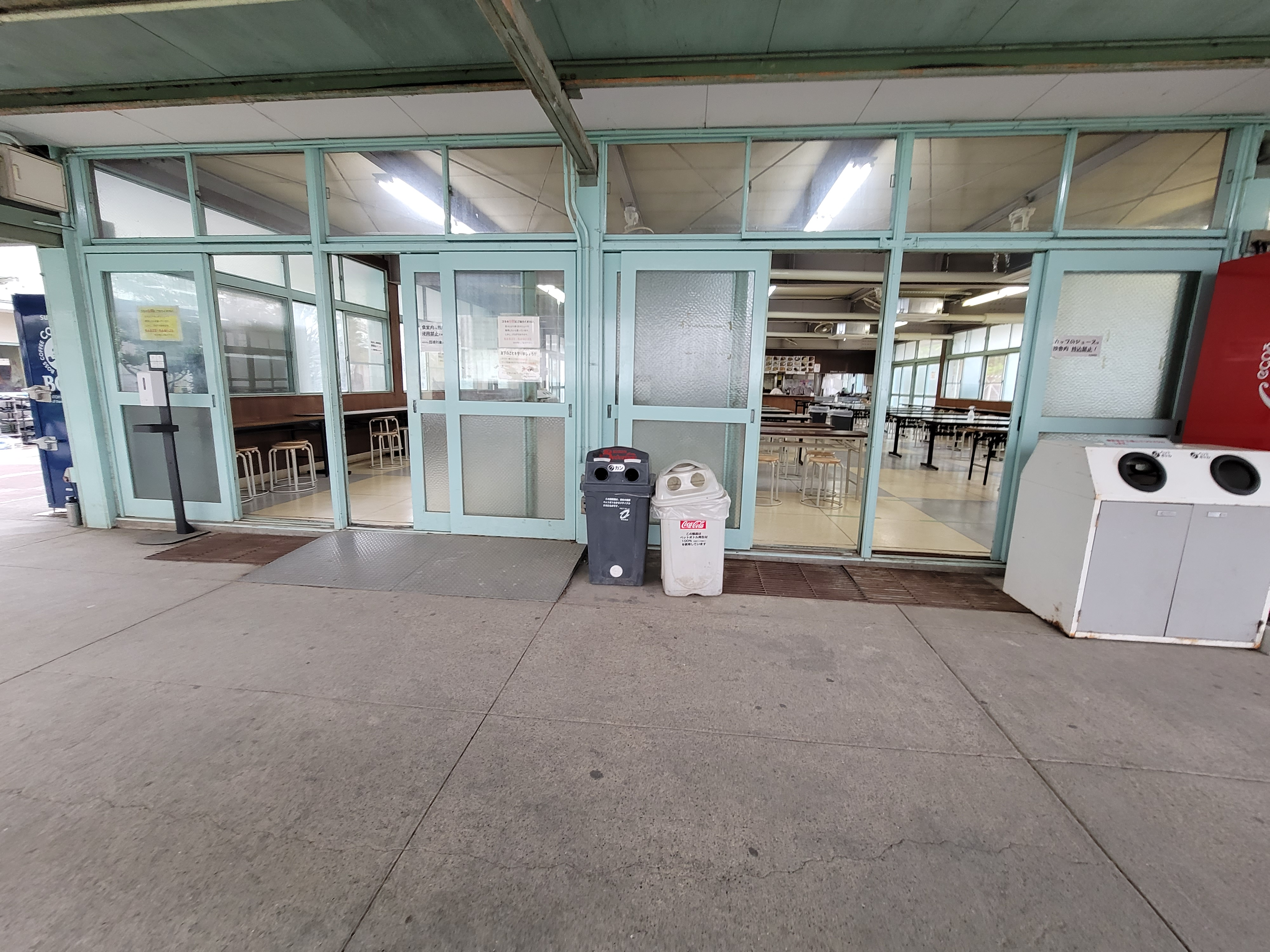

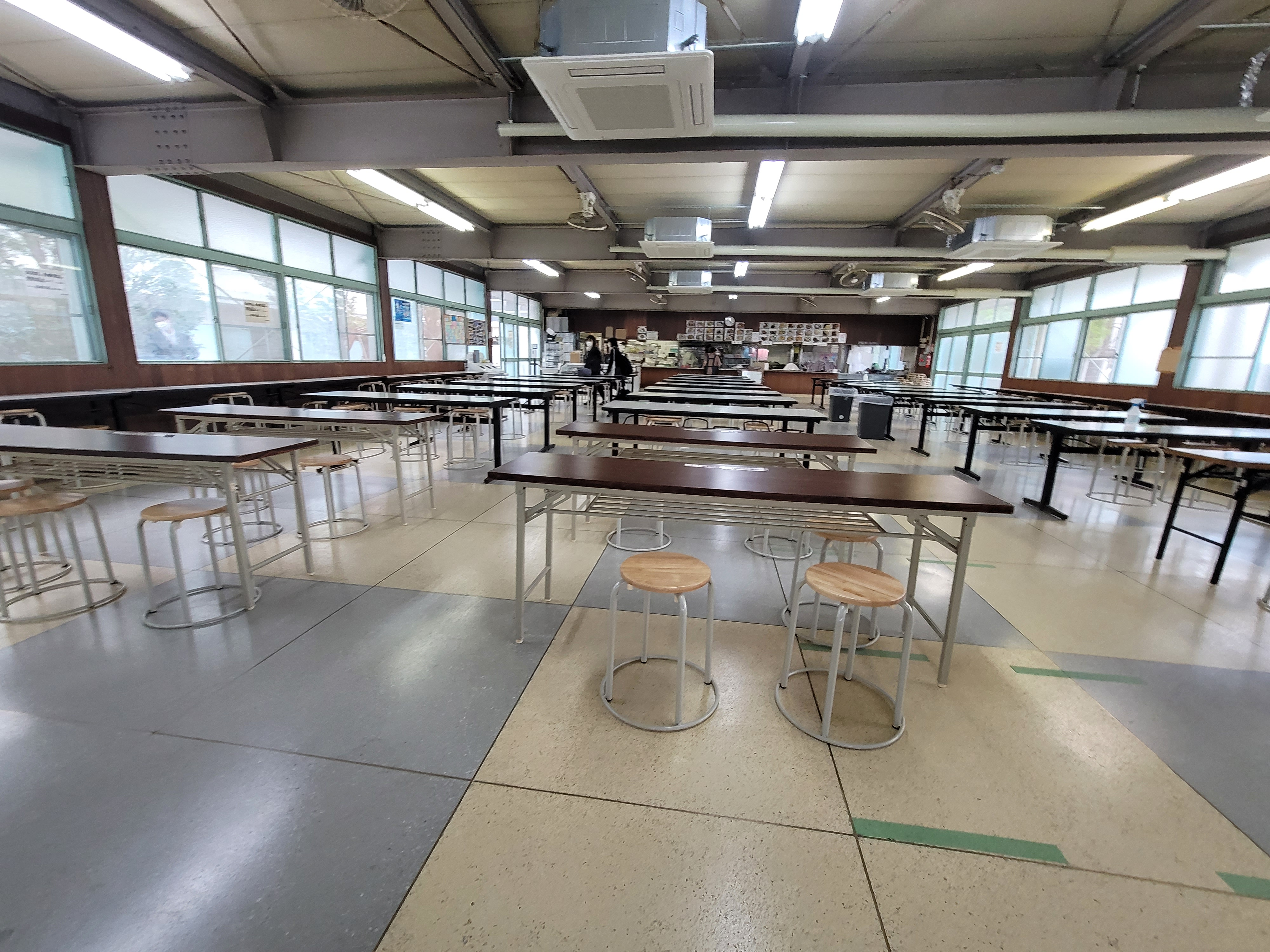
現在の食堂

現在の食堂は、1970年松原校舎第2期工事によって開設した。開設当時は食券制度で品目によらず何にでも使うことができた。当時のメニューと販売価格は以下の通りである。
| メニュー       | 開設当時の 販売価格 |
| -------------- | ------------------- |
| かけうどん     | 25円                |
| きつねうどん   | 35円                |
| 天ぷらうどん   | 40円                |
| カレーうどん   | 50円                |
| 玉子うどん     | 40円                |
| カレーライス   | 70円                |
| チャーハン     | 70円                |
| 定食           | 80円                |
| 御飯           | 25円                |
| みそ汁         | 20円                |
| コーラ         | 35円                |
| ファンタ       | 30円                |
| パレード       | 25円・30円          |
| ジュース       | 30円                |
| 牛乳           | 20円・30円          |
| パン           | 20円                |
| ホットドッグ   | 30円                |
| アイスクリーム | 20円・30円          |

### 時習館
時習館は、創立80周年記念事業として2000年12月8日に竣工した。館名の由来は、『論語』の「学びて之を時習す」による。日常生活、生活体験の中にある「時習」を成し遂げるための人と時と場の良き出会いをこの「時習館」で果たしてほしいという思いがこめられている。
多目的ホールやサロン室、事務室などがある。多目的ホールはコンサート、吹奏楽部や軽音楽部の練習、講演会に利用されている。
同窓会事務局はここを拠点としている。

## 部活動
クラブ活動の部員総数は全体の101％（2022年5月現在）。
2022年現在、20個の運動部と21個の文化部が活動している。
起源は1921年、剣道・柔道・野球・庭球・陸上の5種目の色分けされた優勝旗を学年対抗で競う「至誠旗戦」が始まった。この行事は時代を経て現在の「体育祭」や「部活動」に発展した。
部活動一覧
この一覧は2022年4月現在のものである。
各部活動の記録は過去最高の記録、もしくは2022年4月現在の最新記録を記している。記録がない場合、活動内容を記した。

### 運動部
| 部                   | 活動場所         | 記録 |
| -------------------- | ---------------- | --- |
| 陸上競技             | グラウンド       | - 2021年度 - 第74回2021全国インターハイに女4×400mRで出場。 - 第74回2021近畿インターハイに男200m、男5000m、男400mH、男砲丸投、女100m、女200m、女400m、女400m、女4×100mR、女4×400mRで出場。女4×400mRで3位に入賞し全国インターハイ出場権獲得。 - 日本グランプリシリーズ2021/第18回田島直人記念陸上競技大会に女300mで出場。 - 第89回近畿陸上競技選手権大会に女4×400mRで出場。 - 第54回近畿高等学校ユース陸上競技対抗選手権大会に男1年110mH、男2年5000mH、女2年400m、女4×400mRで出場。 - 第15回(2021)U18陸上競技大会に女300mで出場。 - 現在10年連続で全国大会に出場中。 |
| 硬式野球             | グラウンド       | 1989年に夏の甲子園大阪府予選でベスト8（元木大介らがいた上宮高等学校に敗北）。 |
| 男子バスケットボール | 体育館           | 第76回大阪高等学校総合体育大会バスケットボール選手権大会(インターハイ予選)で一次予選を通過。 |
| 男子バレーボール     | 体育館           | 2008年度に中国遠征チーム代表選手として上海へ遠征。2009年度と2010年度それぞれ近畿大会出場。 |
| ハンドボール         | グラウンド       | 第76回大阪高等学校総合体育大会 男子の部 第5位。 |
| 女子ソフトテニス     | テニスコート     | 1959年度に全日本選手権出場。2021年度、強豪私立を破って大阪府3位に入賞。 |
| 男子ソフトテニス     | テニスコート     | 2016年度にインターハイ出場。2020年、2021年に近畿大会出場。 |
| 女子硬式テニス       | テニスコート     | 第29回大阪公立高校対抗テニス大会 女子団体の部 第5位。 |
| 男子硬式テニス       | テニスコート     | 2010年度に近畿公立高等学校テニス大会と関西ジュニアテニス選手権大会出場。 |
| 女子バレーボール     | 体育館           | 令和3年度大阪高校新人大会一次予選2部Dゾーン優勝し、1部リーグに昇格。 |
| 女子バスケットボール | 体育館           | 1951年度に第6回国体で大阪府代表として出場。 |
| 柔道                 | 柔道場           | 2010年度、2021年度に近畿大会出場。 |
| 剣道                 | 剣道場           | 1963年度に全国高校大会出場。 |
| ラグビー             | グラウンド       | 第7回、第8回、第9回全国高等学校女子15人制ラグビーフットボール大会で近畿代表として出場。2008年に全国大会優勝。 |
| 山岳                 | 校外・社会科教室 | 1997年度に近畿高校登山大会出場。 |
| サッカー             | グラウンド       | 1984年、大阪府代表としてインターハイに出場。 |
| ソフトボール         | グラウンド       | 南大阪ソフトボール研修リーグ 二部リーグ優勝・最優秀選手賞。 |
| 水泳                 | プール           | 2021年度に4×100mリレーで近畿大会出場。 |
| 卓球                 | 剣道場           | 2004年度に近畿新人大会出場。 |
| バドミントン         | 体育館           | 1952年、1968年、1969年に全国大会出場。。 |

### 文化部
| 部                     | 活動場所         | 記録 |
| ---------------------- | ---------------- | --- |
| ダンス                 | 3-8              | 文化祭や修学旅行、クリスマスでの校内発表。 |
| 美術                   | 美術室           | 2010年度に越前大野感性はがき展で特別賞を受賞。 |
| 吹奏楽                 | 1年教室          | 1996年度、1997年度、1998年度に大阪府アンサンブルコンテスト「打楽器五重奏」「クラリネット八重奏」で金賞を受賞。                                                                                   |
| 文芸                   | 自治会室         | 2021年度に復活。 |
| 放送                   | 放送室           | 部活動禁止週間以外の毎日昼休みに放送を行っている。 |
| 囲碁将棋               | 社会科教室       | 2008年度に全国高校選抜で優勝。 |
| 華道                   | 作法室           | 流派は未生流である。 |
| 家庭科                 | 被服室           | 調理や裁縫を行っている。 |
| 漫画アニメ研究         | 家庭科室B        | 年4回、部誌を発行している。 |
| 音楽                   | 時習館           | 1999年度に大阪府合唱コンクールで金賞を受賞。 |
| 軽音楽                 | 1-8,9他          | 文化祭や部内でライブを行っている。 |
| ラジオ・コンピューター | 洗染教室         | 全国高校生パソコンソフトコンテストで画面ツール賞を受賞。1993年度と1994年度にはパソコン選手権やパソコン甲子園にも出場。                                                                           |
| 茶道                   | 作法室           | 定期的にお茶会を実施。 |
| 生物研究               | 生物講義室       | 大阪高等学校生徒生物研究発表会で表彰される。 |
| 書道                   | 書道教室         | 2021年度に第41回近畿高校総合文化祭で入選。また、2009年度に全国高校総合文化祭で文化連盟賞を受賞。                                                                                                 |
| 写真                   | 視聴覚準備室     | 全国高等学校総合文化祭(2021和歌山総文祭)出場。写真甲子園2021ブロック審査会進出。「海の宝アカデミックコンテスト頂上決戦 2021おとひめ賞(全国2位)」入賞。2022年現在ここ10年での活躍が飛躍している。 |
| 天文                   | 生物講義室・屋上 | 学校に宿泊し、屋上で終夜観測会を実施している。文化祭ではプラネタリウムの展示を行っている。 |
| E.S.S.                 | LL教室           | 大阪府高等学校英語暗誦大会で2位受賞。 |
| 競技かるた             | 多目的ⅢA         | 2021年度第1回初段認定大阪なにはえ会大会で優勝。 |
| 化学同好会             | 化学講義室       | 大阪サイエンスデイの見学や、さまざまな実験を行っている。 |
| 数学研究同好会         | 3-3              | 数学甲子園やマスインターセクションに参加。 |

## 関連団体
- 大阪府立生野高等学校同窓会 - 固有の団体名は無し。会報の名称は「至誠（しせい）｣。2000年（平成13年）80周年記念で同窓会館「時習館」が、2011年に工芸棟を改修した「至誠ホール」が竣工した。

## 高校関係者一覧

### 政治・行政
- 中山太郎 - 元外務大臣・元総理府総務長官。元衆議院・元参議院議員（中18回）
- 林英夫 - 元神戸市議会議員。元サンテレビニュースキャスター（高20期）
- 福家俊一 - 元衆議院議員・運輸政務次官（中7回）
- 吉村洋文 - 第20代大阪府知事、第20代大阪市長。元衆議院議員、元大阪市会議員（高46期）
- 髙田昌行 - 国土交通省大臣官房技術総括審議官、元国土交通省港湾局長

### 経済
- 朝田静夫 - 元日本航空社長。元運輸事務次官（中4回）
- 小宮一慶 - 経営コンサルタント、明治大学特任教授（高28期）
- 柴谷貞雄 - 元阪急電鉄社長・元プロ野球阪急ブレーブスオーナー（中2回）
- 末澤壽一 - 元日本ハム社長。元北海道日本ハムファイターズオーナー（高24期）
- 高岡浩三 - 元ネスレ日本社長兼CEO、サイバーエージェント取締役、ベストドレッサー賞（高30期）
- 中邨秀雄 - 元吉本興業名誉会長（高3期）
- 布瀬川集 - 元 三井共同建設コンサルタント副社長（高17期）
- 湊通夫 - オリックス・バファローズ球団社長、株式会社大阪シティドーム社長（高33期）
- 山本清博 - アズビル社長

### 学術
- 家本修 - 大阪経済大学名誉教授
- 遠藤慶太 - 皇學館大学教授（高45期）
- 片山貞雄 - 滋賀大学名誉教授（中24回）
- 切池信夫 - 精神科。大阪市立大学名誉教授（高17期）
- 正野重方 - 元東京大学教授。日本人初アメリカ気象学会名誉会員（中4回）
- 豊田兼彦 - 大阪大学教授（高43期）
- 西渕光昭 - 京都大学名誉教授（高24期）
- 野間光辰 - 京都大学名誉教授。井原西鶴研究、読売文学賞受賞（中4回）
- 松本和彦 - 大阪大学教授（高35期）
- 三宮真智子 - 鳴門教育大学教授（高24期）
- 村田治 - 関西学院大学学長（高26期）
- 宮地充子 - 大阪大学大学院工学研究科教授
- 森川昭彦[要出典] - 美容整形。元銀座美容外科院長（中21回）
- 屋敷二郎 - 一橋大学教授（高40期）
- 渡瀬譲 - 元大阪市立大学学長（中1回）

### 文化
- 赤澤竜也 - 作家（高35期）
- 岡田誠三 - 作家。「ニューギニア山岳戦」で直木賞（中8回）
- 小河勝 - 教育者。隂山英男と大阪府教育委員を務めた（高15期）
- 定金伸治 - 作家。「ジハード」で第1回 ジャンプ小説・ノンフィクション大賞（高42期）
- サトウサンペイ - 漫画家。朝日新聞「フジ三太郎」連載、文藝春秋漫画賞（中23回）
- 蝉川夏哉 - 作家。小説「異世界居酒屋「のぶ」」など（高54期）
- 田中健一 - クイズ作家。日本テレビ「第16回アメリカ横断ウルトラクイズ」優勝（高41期）
- 富山昌克 - 園芸研究家。NHK「趣味の園芸」（高35期）
- 中川健一 - 牧師。ハーベスト・タイム・ミニストリーズ代表（高18期）
- 中野武彦 - 作家、元電通社員、作家畔柳二美の伴侶（中20回）
- 成瀬政博 - イラストレーター。画家横尾忠則の弟（高17期）
- 松岡阜 - 彫刻家。阪神甲子園球場ベーブ・ルース記念碑レリーフ制作（中18回）
- マツセダイチ - 漫画家。ゲッサン連載（高56期）
- 松宮宏 - 小説家（高28期）
- 吉岡たすく - 児童文化研究家。放送文化基金賞（中9回）

### 芸能・メディア
- 石井浩二 - フジテレビプロデューサー（高39期）
- 榎原美樹 - 元「NHKニュース10」キャスター。元バンコク特派員（高34期）
- 桂文華 - 落語家。なにわ芸術祭新人賞（高35期）
- 柴田美保子 - 女優。NHK「チコちゃん日記」など（高19期）
- 露の新治 - 落語家。文化庁芸術祭優秀賞 (高21期）
- 寺内壮 - 日本テレビプロデューサー、元ニッポン放送「オールナイトニッポン」DJ（高31期）
- 豊島美雪 - ラジオパーソナリティ、毎日放送ラジオ「朝いちばん!豊島美雪です」（高31期）
- 東佳樹 - シエナ・ウインド・オーケストラ打楽器奏者（高46期）
- 広河隆一 - 元デイズ・ジャパン発行人（高14期）
- 比留木剛史 - NHKアナウンサー（高40期）
- 松尾昭典 - 映画監督。石原裕次郎「夜霧の慕情」など（中22回）
- MIYA - ベーシスト。元Rhymescientist（高51期）
- 本村康祐 - ラジオパーソナリティ。タカラトミー社員（高61期）
- 守田比呂也 - 俳優（中18回）
- 吉田留三郎 - 上方芸能評論家（中1回）
- 吉永孝雄 - 文楽研究家。元羽衣学園短期大学学長（中4回）
- 米倉紀之子 - 劇団昴の女優・声優。元岡山放送アナウンサー（高38期）
- 畠中夢叶

### スポーツ
- 井村雅代 - シンクロ（アーティスティックスイミング）指導者。五輪日本代表と北京五輪中国代表のヘッドコーチ（高21期）
- 奥井成一 - 元阪神タイガース内野手、球団幹部。ベースボール・マガジン社顧問（中21回）
- 真田裕継 - 日野レッドドルフィンズラグビーユニオン選手（高64期）
- 宮本恒靖 - 元サッカー日本代表主将（ガンバ大阪、ザルツブルク、ヴィッセル神戸。高47期）
- 和田伸也 - 2020年東京パラリンピック陸上日本代表（高48期）

### そのほか関係者
- 竹村健一 - 評論家。1年生のみ在籍し兵庫県立生野中学校へ転校